# شيفروليه كورفيت سي7

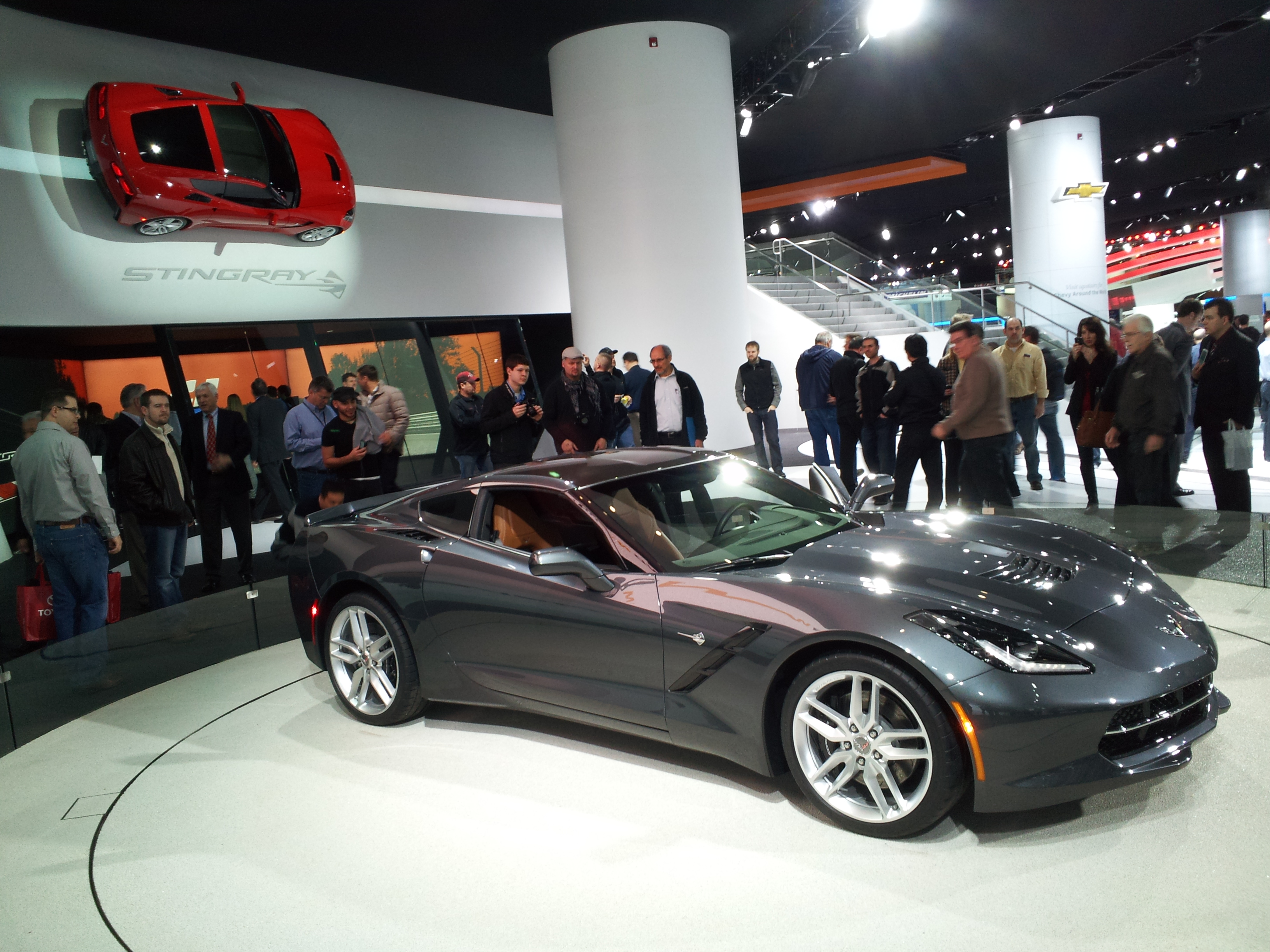
سيارة شيفورليه كورفيت سي7 موديل 2014 ، ألتقطت الصورة عام 2013م.

شيفورليه كورفيت سي7 (بالإنجليزية: Chevrolet Corvette C7)‏ ، هي نوع السيارة الرياضية التي أنتجها الجيل السابع، بدأت ظهورها عام 2013م، و استمرت إلى 2019م هذا، وهي من إنتاج جنرال موتورز.

## وصلات خارجية
- Chevrolet Corvette Stingray official site